# گورسولو
گورسولو (به لاتین: Gursulu) یک منطقه مسکونی در جمهوری آذربایجان است که در شهرستان آق‌سو واقع شده است.